# 일레인 기프토스

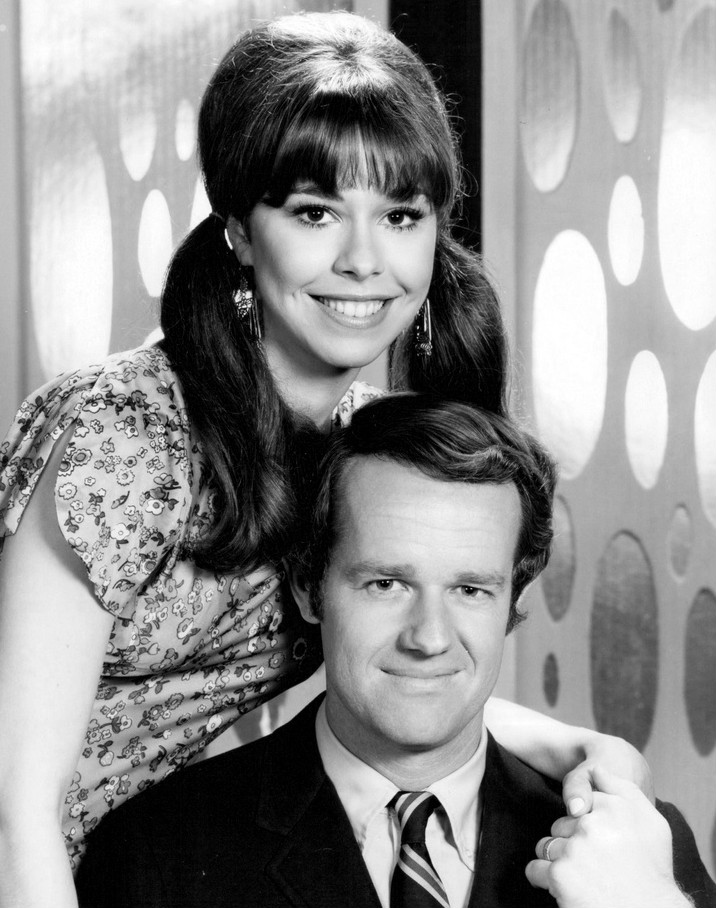

일레인 기프토스(Elaine Giftos, 1945년 1월 24일 ~ )는 미국의 배우, 연극 배우, 텔레비전 배우, 영화배우이다.
피츠필드에서 태어났다.

## 영화
- 다이안 (1987년)
- 엔젤 (1984년)
- 스루 더 매직 피라미드 (1981년)
- 섹스에 대해서 알고 싶어하는 모든 것 (1972년)
- 온 어 클리어 데이 유 캔 씨 포에버 (1970년)
- 가스 (1970년)
- 닥터 웰비 (1969년)
- 하와이 5-0수사대 (1968년)
- 보난자 (1959년)